# Râul Rusca, Siret
Râul Rusca este un curs de apă, afluent al râului Siretului. Râul se formează la confluența brațelor Rusca Mare și Rusca Mică